# Potrero Vallecitos
Potrero Vallecitos, ibland bara El Potrero, är ett samhälle i kommunen Luvianos i delstaten Mexiko i Mexiko. Potrero Vallecitos hade 170 invånare vid folkräkningen år 2020.